# Maanina
Maanina es el nombre que recibe un instrumento de percusión utilizado antiguamente por los hebreos.
Se componía de una tabla armónica de forma cuadrada, guarnecida de unas esferillas de estaño que, al chocar unas con otras, producían sonidos parecidos a los de un carillón.